# Peris Persi
Peris Persi (Castelleone di Suasa, 11 gennaio 1938) è un geografo e geologo italiano.

## Biografia
Nato nelle Marche, si è laureato in Scienze Geologiche presso Università degli Studi di Roma "La Sapienza" e poi in Geografia presso l'Università degli Studi di Genova.
Professore di ruolo di Geografia presso l'Istituto Tecnico "C. Battisti" di Fano, a seguito del concorso di assistente di Geografia presso l'Università di Padova (G. Morandini, G. B. Castiglioni, E. Bevilacqua), è chiamato all'Università di Urbino il 1º giugno 1969. Dal 1970-71 è incaricato d'insegnamento presso la Facoltà di Magistero e, per un congruo numero di anni, anche presso la facoltà di Lettere Moderne.
Vincitore di concorso a cattedre di Geografia è incardinato nella Facoltà Magistero di Urbino (1980) e, dopo alcuni anni, in quella di Scienze Matematiche e, quindi, a Scienze della Formazione dove è chiamato a dirigere l'Istituto Interfacoltà di Geografia per circa un quarantennio. In questo ambito, nel 1991, fonda il CAT (Centro Studi per la progettazione e lo sviluppo in Ambiente Tropicale), nel cui ambito sono avviati corsi di formazione, con soggiorni in Mali, e realizzate pubblicazioni su regioni tropicali dell'Africa e del Sud-est asiatico. Dirige la sezione geografica della collana di Studi Urbinati con scritti inediti per lo più su tematiche regionali che fino a quel momento non avevano suscitato l'attenzione dei geografi.
Membro del Consiglio Nazionale dell'Associazione Italiana Insegnanti di Geografia - AIIG (1975) sotto la presidenza di Aldo Sestini, ne assume la Segreteria (seconda carica istituzionale) con la presidenza di G. Valussi, e quindi è eletto presidente nazionale per una dozzina di anni in coincidenza del grande progetto di riforma della scuola secondaria avviato dal sottosegretario alla P. I. Beniamino Brocca, con presenza della Geografia in tutti gli istituti superiori. In precedenza, e successivamente, è eletto nel Comitato dell'Associazione dei Geografi Italiani - AGEI per complessivi tre mandati.
Nel gennaio 2008 è rimasto ferito in un incidente stradale a El Alamein in Egitto con altri membri dell'AIIG dove sono morte due persone; subito dopo è riuscito a tornare in Italia.

## Opere
- Una geografia per lo sviluppo. La scienza del paesaggio nella geografia sovietica, Franco Angeli, 1979;
- Parchi ed aree protette nelle Marche, in "Mem. Soc. Geogr. Ital." vol. XXXIII***, Roma, 1984;
- Ville suburbane e residenze signorili nelle campagne di Senigallia, Istituto Interfacoltà di Geografia - Università degli Studi di Urbino, Urbino, 1986;
- I piani paesistici come occasione di pianificazione globale in "Rivista Geografica Italiana", Firenze, 1989;
- Il parco come territorio tutelato: un dibattito sempre aperto in "Annali di Ricerche e Studi di Geografia" XLVI, Genova, 1990;
- Geografia dell'Europa occidentale. Caratteri regionali, UTET Libreria, Torino, 1991;
- L'opera scientifica di Giorgio Valussi, AIIG, Roma, 1991;
- A concise geographic outline of Italy, AGE, Urbino, 1992;
- Ville e villeggiature sui colli pesaresi a sud del Foglia, Istituto Interfacoltà di Geografia - Università degli Studi di Urbino, Urbino, 1993;
- Pollenza e le sue ville: la raffinatezza del quotidiano nella sobrietà dei costumi, Pollenza, 1998;
- Attività estrattiva e paesaggio antropogenico nel deserto di Atacama (Cile) in "Bollettino Soc. Geogr. Ital", Roma, 2002;
- Spazi della geografia. Geografia degli spazi. Tra teoria e didattica, Edizioni Goliardiche, Trieste, 2003;
- Villas de maître et espaces littéraires dans l’Italie des Biens Culturels, in "Géographie et cultures" n. 64, Parigi, 2007;
- Sì, viaggiare. Emozioni, confessioni e riflessioni geografiche, Pàtron Editore, Bologna, 2008;
- Geografia e beni culturali: questione aperta, Edas, Messina, 2016;
- La Regione Storica per un nuovo modello di sviluppo: il caso del Montefeltro, Aracne, Roma, 2018;
- Sulle ali della musica. Inedito approccio al territorio marchigiano, Pàtron Editore, Bologna, 2020.
- Peris Persi, Monica Ugolini, Cartografia in bilico tra fervido passato e nuovi orizzonti, Pàtron Editore, Bologna (2022)